# هلیوپلیس

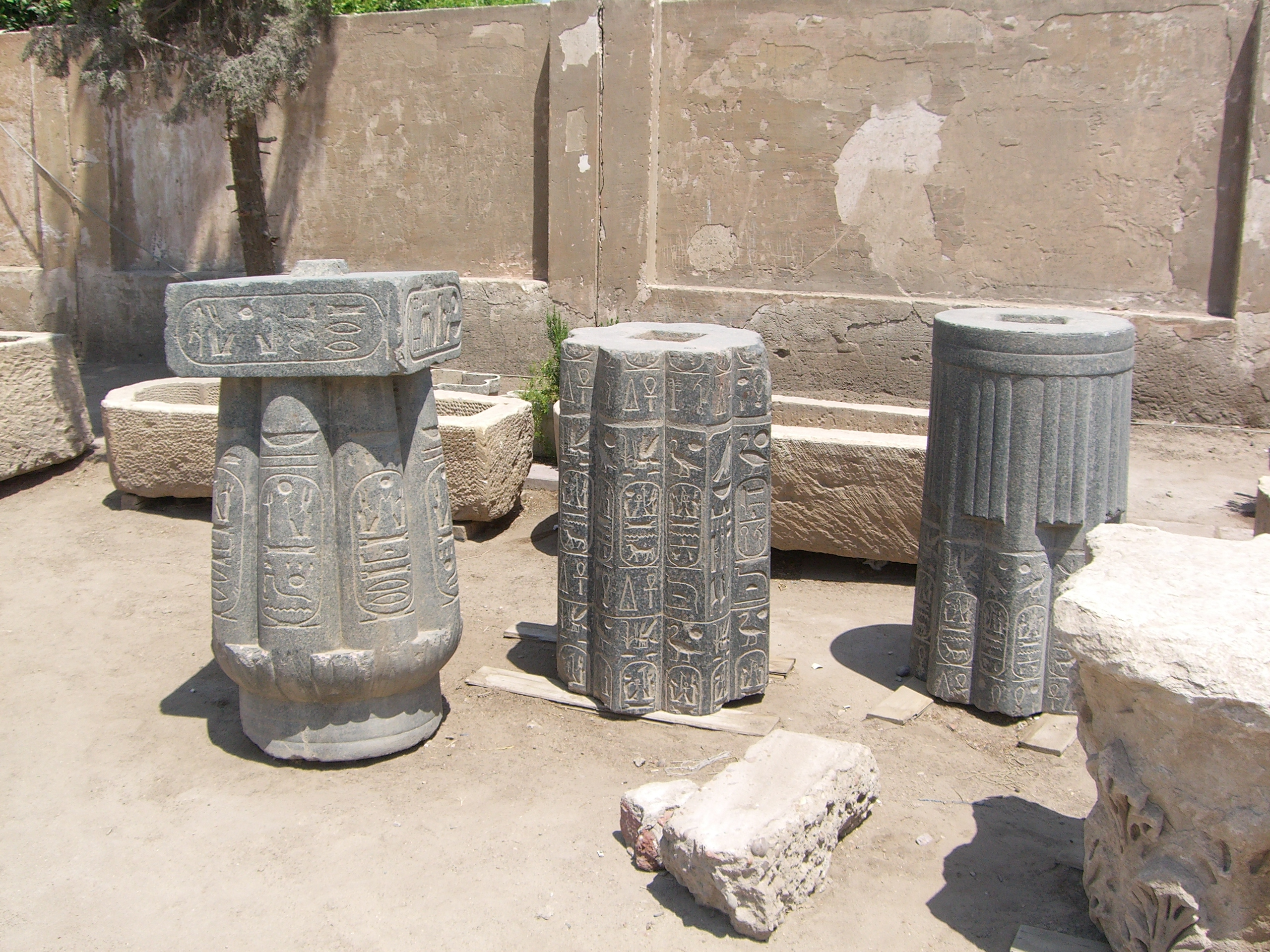
سنگنوشته‌هایی با خط هیروگلیف در هلیوپلیس

هلیوپُلیس(به یونانی: Ἡλίου πόλις یا Ἡλιούπολις) نام شهری بوده‌است در مصر باستان. این شهر چندی پایتخت دولت مصر سفلی بود. هلیوپلیس در ۸ کیلومتری خاور نیل و شمال دلتای این رود در منطقه عین شمس در اطراف قاهره جای دارد. در گذشته این شهر مرکز خورشیدپرستی در مصر بوده‌است و نام یونانی هلیوپلیس هم معنای شهر خورشید را می‌دهد.
نام مصری این شهر از روی نوشته‌های هیروگلیف به صورت ایونو خوانده شده‌است که معنای جای ستون‌ها را می‌رساند.
بسیاری از سازه‌های بازمانده از روزگار باستان در هلیوپولیس در سده‌های میانه برای ساخت شهر قاهره ویران گشت و آگاهی ما امروزه از آن به نوشته‌های تاریخی منحصر می‌شود.